# Cayo Calvisio Sabino (cónsul 26)
Cayo o Gayo Calvisio Sabino  (m. 39) fue un senador romano que vivió a finales del siglo I a. C. y en la primera mitad del siglo I, desarrollando su carrera política bajo los imperios de Augusto, Tiberio y Calígula.

## Familia
Descendiente de una familia promocionada por Julio César, era hijo de Cayo Calvisio Sabino, consul ordinarius en 4 a. C.

## Carrera política
Su primer cargo conocido es el de consul ordinarius en 26, bajo Tiberio. Terminado su consulado fue elegido miembro del colegio sacerdotal de los septenviros epulones y fue elegido patrono por la Colonia Segobriga en la provincia Hispania Tarraconense.
En 32, tras la caída de Sejano, fue acusado ante Tiberio de delito de  maiestate, aunque uno de los acusadores, Celso, tribuno de una cohorte urbana, le exoneró y fue declarado inocente. Poco después, fue nombrado gobernador de la importante provincia de Panonia. Allí, en 39, su esposa Cornelia se disfrazó de soldado una noche para vagar por el campamento de una legión, cometiendo adulterio con el tribuno militar Tito Vinio, de guardia en los principia de su legión. Regresó a Roma y en 39 volvió a ser acusado y se suicidó.